# Eyershausen (Freden (Leine))
Eyershausen ist ein Ortsteil der Gemeinde Freden (Leine) im Landkreis Hildesheim in Niedersachsen. Es ist Mitglied der Region Leinebergland, ein nach dem Leader-Ansatz gegründeter freiwilliger Zusammenschluss verschiedener Städte und Gemeinden im südlichen Niedersachsen.

## Eingemeindungen
Am 1. März 1974 wurde die ehemals selbstständige Gemeinde Eyershausen in die neue Gemeinde Landwehr eingegliedert. Diese wiederum wurde am 1. November 2016 nach Freden (Leine) eingegliedert, die Samtgemeinde Freden (Leine) wurde aufgelöst.

## Politik

### Gemeinderat und Bürgermeister
Eyershausen wird auf kommunaler Ebene von dem Gemeinderat der Gemeinde Landwehr vertreten.

### Wappen
Der Entwurf des Kommunalwappens der ehemals selbstständigen Gemeinde Eyershausen stammt von dem Heraldiker und Wappenmaler Gustav Völker, der sämtliche Wappen in der Region Hannover entworfen hat. Der Gemeinde wurde das Ortswappen am 1. August 1938 durch den Oberpräsidenten der Provinz Hannover verliehen. Der Landrat aus Alfeld überreichte es am 1. November desselben Jahres.
| Wappen von Eyershausen (Freden | Blasonierung: „Auf Rot ein aus silberner Palisade wachsender silberner Morgenstern mit goldenem Stiel.“ |
| Wappen von Eyershausen (Freden | Wappenbegründung: Eyershausen, Ohlenrode und Wetteborn nennt der Volksmund noch heute die Landwehr aus dem Amte Winzenburg. Diese Kennzeichnung ist im Wappen der drei Dörfer durch die Palisade festgehalten, die von einer mittelalterlichen Waffe als Merkmal der jeweiligen Ortschaft überragt wird. Für Eyershausen ist ein Morgenstern in das Wappen gesetzt worden. |